# Вальтер Бром
Вальтер Генрик Бром (пол. Walter Henryk Brom; 14 січня 1921, Хожув, Польща — 18 червня 1968, Хожув, Польща) — польський футболіст, виступав на позиції воротаря.

## Клубна кар'єра
Виступав за клуб «Рух» з Хожува протягом своєї кар'єри: в роки німецької окупації Польщі був мобілізований у вермахт, грав за німецькі клуби «Бісмаркгюттер» і «Швінтогловіц». Після звільнення Польщі виступав до 1951 року за клуби «Рух» (пізніше «Хімік» та «Унія») з Хожува, РКС з Батори та «Сталь» з Поремби.

## Кар'єра в збірній
У складі збірної Польщі Бром провів всього два матчі в 1947 році. У 1938 році він був у заявці на чемпіонаті світу у Франції і був наймолодшим в історії чемпіонатів світу гравцем, коли-небудь заявлений за будь-яку збірну (йому було 17 років і 4 місяці на момент старту турніру), проте не вийшов на матч 5 червня 1938 року між Польщею та Бразилією (ворота захищав Едвард Мадейський).